# Ursula K. Le Guin
Ursula K. Le Guin   (Berkeley, 21 d'octubre de 1929 - Portland, 22 de gener de 2018), nom de ploma d'Ursula Kroeber Le Guin, fou una escriptora estatunidenca de ciència-ficció i fantasia però també de poesia, llibres infantils i assajos; a més va traduir obres d'altres autors.
La seva fama es deu als nombrosos llibres i contes de ciència-ficció i fantasia publicats al llarg de la seva àmplia carrera (amb diversos premis Hugo, Nebula i finalista al Premi Pulitzer d'Obres de Ficció) dins la qual destaquen les obres que formen les sèries Terramar i Ekumen.

## Biografia
Ursula Kroeber va néixer a Berkeley (Califòrnia). El seu pare fou l'eminent antropòleg Alfred Kroeber i la seva mare l'escriptora Theodora Kroeber. Des de petita s'educà en una atmosfera d'interès acadèmic pels mites i llegendes d'arreu del món. El seu interès per la literatura es forja ben aviat: amb 11 anys envià la seva primera narració a la reputada revista Astounding Science Fiction, que va rebutjar-la.
Anà a l'escola Radcliffe de la Universitat Harvard, on es graduà el 1951, i després passà un any a la Universitat de Colúmbia, on feu el seu postgrau en llengües romàniques. La seva tesi de mestria relacionava diversos aspectes de la literatura romànica de l'edat mitjana i el Renaixement. Després de finalitzar el curs de postgrau obtingué una beca Fulbright per estudiar a França, on va conèixer el seu futur marit: Charles Le Guin, amb qui es casà el 1953.
Quan tornà als Estats Units ensenyà francès en diverses universitats abans de dedicar-se per complet a la literatura. Ha publicat sis llibres de poesia, vint novel·les i més d'un centenar d'històries, quatre col·leccions d'assaigs, onze llibres per a nens i algunes traduccions (entre les quals destaquen el Tao Te Ching de Lao Tse i una selecció de poemes de Gabriela Mistral). A partir del 1958 va viure a Portland, Oregon, on van néixer els seus tres fills.
Avui dia se la considera una de les millors autores del gènere de la ciència-ficció (fantasia). L'any 2003 fou premiada com a Gran Mestra de l'Associació d'Escriptors de Ciència-Ficció i Fantasia dels Estats Units, i esdevé així la primera dona que obté aquesta distinció.

## Estil literari

### Influències literàries i estilístiques
Le Guin va ser una lectora voràgine durant la seva joventut, tant de ficció clàssica com especulativa. Els autors que van marcar el seu estil inclouen Victor Hugo, Charles Dickens, Virginia Woolf i Jorge Luis Borges. Tot i que inicialment menyspreava la ciència-ficció, va canviar d’opinions després de llegir Theodore Sturgeon i Cordwainer Smith. Va reconèixer també la influència de J.R.R. Tolkien i Lev Tolstoi, especialment en l’estructura narrativa i el desenvolupament de personatges profundament complexos. En contrast, criticava autors com Robert Heinlein, a qui acusava de perpetuar una visió colonialista i patriarcal del gènere.
Els mites i la mitologia van ser una altra font d’inspiració constant. Històries com "The Dowry of Angyar"reflecteixen la seva fascinació per les narracions tradicionals i els arquetips universals, una influència que també es pot rastrejar en obres com "A Wizard of Earthsea". En aquest àmbit, també va assimilar elements de la psicologia junguiana, explorant arquetips com l’ombra, que apareix en personatges com Ged, el protagonista d’Earthsea.

### Antropologia i exploració cultural
La formació d’Ursula K. Le Guin va estar fortament influenciada per la seva exposició precoç a l’antropologia. El seu pare, Alfred Kroeber, era un destacat antropòleg, i la seva infància va estar marcada per la presència d’acadèmics i la narració d’històries culturals diverses. Aquesta perspectiva es va traduir en la seva obra, on sovint va crear societats fictícies que funcionaven com a experiments antropològics. Els seus protagonistes sovint són exploradors culturals o antropòlegs que aprenen sobre si mateixos a través de l’estudi de l’“altre”. Això és particularment evident en l’univers Hainish, on els personatges examinen societats alienes que reflecteixen dilemes humans universals.
El pensament taoista també va tenir un impacte significatiu en l’obra de Le Guin. Idees com l’equilibri, la reconciliació dels contraris i la no-intervenció es poden trobar en moltes de les seves històries. En l’univers Earthsea, per exemple, els mags han de mantenir un fràgil equilibri entre la terra i el mar, així com entre les forces naturals i els desitjos humans. Aquesta visió de l’harmonia també apareix en "The Lathe of Heaven", on el protagonista representa els valors taoistes de deixar fluir les coses sense intentar controlar-les. Aquesta influència també es veu en la seva representació del bé i el mal, que no es presenten com a oposats absoluts, sinó com a parts d’un tot que cal comprendre.

### Moralitat
Le Guin va desafiar constantment les convencions del gènere. Tot i ser coneguda principalment per la ciència-ficció i la fantasia, també va escriure ficció realista i poesia. Això va complicar la classificació de la seva obra, fet que ella mateixa defensava en argumentar que es considerava, per damunt de tot, una novel·lista nord-americana. Obres com "The Left Hand of Darkness" van redefinir la ciència-ficció amb la seva exploració de l’androginisme i la construcció de gènere en una societat sense identitats sexuals fixes. Malgrat el seu èxit, Le Guin va rebre crítiques per no anar prou lluny en aquestes exploracions, cosa que la va portar a revisar les seves idees en treballs posteriors com "Tehanu". Els seus escrits van subvertir les expectatives amb protagonistes no blancs, com en el cas d’Earthsea, on la majoria dels herois són de pell fosca, en contrast amb els antagonistes blancs. Aquesta decisió, sovint ignorada per les il·lustracions de les cobertes, reflectia la seva visió inclusiva i global del futur.
Moltes de les obres de Le Guin examinen sistemes socials i polítics alternatius. "The Dispossessed" és una anàlisi d’una societat anarquista i les seves contradiccions internes, contrastant amb un món capitalista autoritari. Aquesta "utopia ambigua" reflecteix els seus interessos en la llibertat individual i la cooperació col·lectiva. De manera similar, "Always Coming Home" presenta una societat feminista i sostenible que contrasta amb una cultura bél·lica. Obres com "The Ones Who Walk Away from Omelas" plantegen dilemes ètics complexos sobre la justícia social i el sacrifici necessari per mantenir la felicitat col·lectiva. Aquest enfocament també es veu en "The Word for World is Forest", una crítica a la colonització i a la destrucció mediambiental.
Un altre tema recurrent és el desenvolupament moral i el pas de l’adolescència a la maduresa. A "A Wizard of Earthsea", Ged ha d’aprendre a acceptar les seves ombres internes com a part de la seva identitat, una narrativa que també connecta amb el lector jove. Aquesta exploració de l’autoconeixement s’amplia a altres obres, com "The Tombs of Atuan", on la protagonista descobreix noves opcions de vida gràcies a l’ajuda de Ged. A "Annals of the Western Shore", Le Guin analitza les implicacions de posseir poders extraordinaris i la responsabilitat que comporten. Aquesta sèrie examina com els protagonistes troben noves vies per utilitzar les seves habilitats en benefici propi i col·lectiu, sovint en oposició a les normes establertes per les seves societats.

## Publicacions
Aquí es presenten algunes de les obres més rellevants. Per una versió detallada es recomana consultar la seva fixa a la Internet Speculative Fiction Database ISFD. Per veure tots els llibres que s'han traduït al català i breus descripcions de cada obra, vegeu també la seva fitxa a Llegir en català.
- 1962 Ekumen I:  El món de Rocannon. Traducció: Carles Ayuso.  Alzira: Editorial Bromera, 1998 (Espurna, 37). ISBN 9788476603819.  . Traducció: Blanca Busquets.  Raig Verd Editorial, juny de 2023 (Singulars). ISBN 9788419 206572.[31]
- 1968 Terramar I:  Un Mag de Terramar. Traducció: Madeleine Cases.  Proa, 2000. ISBN 978-84-84371-11-5.  . Traducció: Blanca Tusquets.  Raig Verd Editorial, març de 2020 (Singulars). ISBN 978-84-17925-20-8.[32]
- 1969 Ekumen II: Le Guin, Ursula K. La mà esquerra de la foscor. Traducció: Sílvia Aymerich.  Barcelona: Proa, 1997. ISBN 978-84-82564-41-2.[33]  . Traducció: Blanca Busquets.  Barcelona: Raig Verd Editorial, juliol de 2020. ISBN 978-84-17925-29-1.[34]
- 1971 Terramar II: Les tombes d'Atuan [(trad. Madeleine Cases. Barcelona: Edicions Proa, 2005), (trad. de Blanca Busquets. Barcelona: Raig Verd Editorial. Març 2020)][35]
- 1972 Terramar III:  La Costa més llunyana. Traducció: Madeleine Cases.  Barcelona: Edhasa, 1986. ISBN 978-84-350-3357-2.  . Traducció: Blanca Tusquets.  Raig Verd editorial, novembre de 2020 (Singulars). ISBN 978-84-17925-43-7.[36]
- 1972  El nom del món és bosc. Traducció: Blanca Busquets.  Raig Verd editorial (Singulars). ISBN 978-84-17925-62-8.[37]
- 1974  Els Desposseïts. traducció de Blanca Busquets.  Barcelona: Raig Verd Editorial, 2018. ISBN 9788416689613.[38]
- 1976 Molt lluny de qualsevol altre lloc [Very far from anywhere else] (trad. Roser Trepat i Ribé. Barcelona: Edicions de la Magrana, 3a edició. Febrer de 1999)
- 1990 Terramar IV: Tehanu (trad. Madeleine Cases. Barcelona: Edhasa, 1993)
- 1997 Conte sobre Terramar: Dragonfly, post scriptum de La costa més llunyana
- 2001 Col·lecció d'històries curtes sobre Terramar: Tales from Earthsea
- 2001 Terramar V: L'altre vent
- 2004 Prosa No Ficció:  L'onada a la ment. traducció Elena Ordeig Vila.  Barcelona: Raig Verd Editorial, novembre 2022 (Ciclogènesi). ISBN 978-84-19206-86-2.[39]
- 2006 Poesia: Incredible Good Fortune
- 2007 Powers
- Un mag de Terramar. Cicle de Terramar 1.
- Les Tombes d'Atuan. Cicle de Terramar 2. traducció de Blanca Busquets. Barcelona: Raig Verd Editorial. Agost 2020
- La costa més llunyana. Cicle de Terramar 3. Traducció de Blanca Busquets. Barcelona: Raig Verd Editorial. Novembre 2020[40]
- Tehanu. Cicle de Terramar 4. Traducció de Blanca Busquets. Barcelona: Raig Verd Editorial. Març 2021[41]
- Contes de Terramar. Traducció de Blanca Busquets. Barcelona: Raig Verd Editorial. Novembre 2020
- Madurar a Karhide. Traducció de Blanca Busquets. Barcelona: Raig Verd Editorial, 2021